# Bargalān Sūkhteh
Bargalān Sūkhteh (persiska: برگلون سوخته, Bargalūn Sūkhteh, برگلان سوخته) är en ort i Iran.   Den ligger i provinsen Lorestan, i den västra delen av landet, 400 km sydväst om huvudstaden Teheran. Bargalān Sūkhteh ligger 789 meter över havet och antalet invånare är 170.
Terrängen runt Bargalān Sūkhteh är huvudsakligen kuperad. Bargalān Sūkhteh ligger nere i en dal. Runt Bargalān Sūkhteh är det ganska glesbefolkat, med 28 invånare per kvadratkilometer. Närmaste större samhälle är Keyānābād, 11,7 km sydväst om Bargalān Sūkhteh. Omgivningarna runt Bargalān Sūkhteh är i huvudsak ett öppet busklandskap.